# البرنامج الوقائي الوطني للطلاب والطالبات (فطن)

شعار البرنامج

البرنامج الوقائي الوطني للطلاب والطالبات (فطن) وهو برنامج أطلقته وزارة التعليم السعودية ويعد برنامج «فطن» برنامج وطني يُعنى بتنمية مهارات الطلاب والطالبات الشخصية والاجتماعية، ويسعى من خلال خطته الاستراتيجية، والتدريبية، والإعلامية، أن يكون الأول وقائيًّا محليًّا وإقليميًّا.

## أهداف البرنامج
تتمثل أهداف البرنامج  في السعي للإسهام في التحصين النفسي للطلاب والطالبات، من خلال ما يقدمه البرنامج، لوقايتهم من آفة المخدرات والسلوكيات الخطرة، والأفكار المنحرفة. كما تتمثل أهدافه أيضا في تعزيز القيم الدينية والاجتماعية والأخلاقية في إطار  تعاليم الدين الإسلامي وتكوين فرق تطوعية ومساهمة لدعم تنفيذ البرنامج.

## إنظر أيضاً
- وزارة التعليم (السعودية)
- التعليم في السعودية